# Вайнмонт
Вайнмонт (англ. Vinemont) — невключена територія в окрузі Каллмен, штат Алабама, США. 

## Демографія
Станом на липень 2007 на території мешкало 9008 осіб. 
Чоловіків — 4492 (49.9 %);

Жінок — 4516 (50.1 %).
Медіанний вік жителів: 37.6 років;
по Алабамі: 35.8 років.

### Доходи
Розрахунковий медіанний дохід домогосподарства в 2009 році: $38,674 (у 2000: $34,058);
по Алабамі: $40,489.
Розрахунковий дохід на душу населення в 2009 році: $20,219.
Безробітні: 5,0 %.

### Освіта
Серед населення 25 років і старше: 
Середня освіта або вище: 71,4 %;

Ступінь бакалавра або вище: 11,1 %;

Вища або спеціальна освіта: 4,2 %.

### Расова / етнічна приналежність
Білих — 8,381 (96.7 %);

 Відносять себе до 2-х або більше рас — 142 (1.6 %);

 Латиноамериканців — 97 (1.1 %);

 Індіанців — 25 (0.3 %);

 азіатів — 14 (0.2 %);

 Афроамериканців — 9 (0.1 %);

 Інші — 2 (0.02 %);

 Корінних жителів Гавайських островів та інших островів Тихого океану — 1 (0.01 %);

## Нерухомість
Розрахункова медіанна вартість будинку або квартири в 2009 році: $98,077 (у 2000: $75,400);
по Алабамі: $119,600.